# 辰川光彦
辰川 光彦（たつかわ みつひこ）は日本のライトノベル作家。

## 主な作品
- いるか寮の少女たちは恋できない（イラスト：Pikazo、『電撃文庫』、アスキー・メディアワークス）
- 官能小説を書く女の子はキライですか?（イラスト：七、『電撃文庫』、アスキー・メディアワークス）
- ミライニッキ（イラスト：wingheart、『電撃文庫』、アスキー・メディアワークス）